# My Only Wish
Pour la chanson de Britney Spears, voir My Only Wish (This Year).
Singles de Jessica Simpson
Pray Out Loud
(2009)
My Only Wish est le premier single de la chanteuse américaine Jessica Simpson, extrait du septième album de Do You Know, sortit le 11 novembre 2010. Le titre est écrit par Jessica Simpson, Aaron Pearce, Christopher Stewart  et composé par The-Dream, Christopher Stewart.

## Historique
Il a été révélé que Simpson était partie de son label, Epic Records, et a signé un nouveau contrat d'enregistrement. Simpson a été interviewé par E! News et PopSugar.com où elle a révélé qu'elle est de retour en studio, en train de travailler sur un nouvel album de Noël. Le 15 septembre 2010, il a été annoncé que Simpson a travaillé avec les producteurs de The-Dream et Tricky Stewart dans ses deux prochains albums. Le 12 octobre 2010, Simpson a annoncé via Twitter qu'elle avait terminé l'enregistrement de cet album. Simpson a déclaré que le concept d'un nouvel album de Noël est venu après que PBS lui avait demandé si elle aimerait faire une émission spéciale basée sur le thème de Noël. Simpson et PBS ont pensé que ce serait une bonne idée de sortir un album avec une émission spéciale vacances. Le spectacle est diffusé à la télévision, le 4 décembre 2010. L'album a été mis à disposition via streaming sur Amazon.com. Elle est également apparue sur The Early Show, Late Night with Jimmy Fallon, Live with Regis and Kelly, Access Hollywood et est apparue lors de la fête du Thanksgiving Day Parade de la Macy et le Rockefeller Center illumination de l'arbre.
Dans une interview, Simpson a dit à propos de cet album: "Cet (album) est différent parce qu'il est sous mon contrôle complet, c'est le premier disque que je suis en train de produire sur eleveneleven, qui est ma nouvelle maison de disques" Je pense que c'est génial d'avoir un disque spirituel là-bas pour ma première [sur mon nouveau label] parce que c'est comme ça que j'ai commencé dans le business de toute façon".
Tricky Stewart dit à US Weekly que de travailler avec Simpson sur l'album: «J'étais très agréablement surpris et heureux dont la façon dont tout est sorti. Elle est un joyau qui ne demande qu'à être redécouvert, il y a donc une possibilité réelle que nous travaillons ensemble de nouveau dans l'avenir. Elle est amusante et légère mais très sérieuse au sujet de son chant. Elle est un peu plus pensive parfois parce qu'elle se met beaucoup de pression sur elle-même. Mais, dans l'ensemble nous avons eu un super moment à faire ce disque! Nous avions du le faire à la vitesse de l'éclair -. nous avons commencé les négociations en Octobre, ce qui est vraiment en retard pour un album de Noël mais nous avons pu le faire, il est sorti, et c'est génial - tout le monde l'aimait.".

## Informations
"My Only Wish" a été publié en tant que single promotionnel. Elle a été promue via l'émission On Air avec Ryan Seacrest et sur le site jessicasimpson.com, le 11 novembre 2010. Le morceau a été écrit par Aaron Pearce, Jessica Simpson et Christopher Stewart. "My Only Wish" est une chanson d'amour, avec un bon rythme de Noël, aux influences de musique pop et rythmes traditionnels, comportant des notes de batterie et quelques cloches de[incompréhensible] . La chanson a reçu des critiques mitigées de par la critique, qui la compare au single All I Want for Christmas Is You de Mariah Carey.

## Clip vidéo
Ce titre ne bénéficie pas de vidéoclip.

## Performance commerciale
La chanson a réussi à positionner dans le Top 50 des chansons de Noël les plus téléchargées sur iTunes aux États-Unis. La semaine de la sortie de l'album, la chanson peut être téléchargée gratuitement à partir d'iTunes.

## Liste et formats
Téléchargement digital
1. "My Only Wish"  - 3:55